# Saint-Antoine-la-Forêt
Saint-Antoine-la-Forêt é uma comuna francesa na região administrativa da Normandia, no departamento de Sena Marítimo. Estende-se por uma área de 6,44 km². Em 2010 a comuna tinha 1 110 habitantes (densidade: 172,4 hab./km²).